# Bernkogelbach
Der Bernkogelbach (auch Bärenkogelbach, Bärenkogelgraben, Bärenkoglbach und Bärnkogelbach) ist ein linker Nebenbach der Gasteiner Ache in der Gemeinde Dorfgastein im österreichischen Bundesland Salzburg.

## Geografie
Der Bernkogelbach entspringt auf einer Höhe von 2090 m ü. A. an den Berghängen des Bernkogels in der Goldberggruppe. Er weist eine Gesamtlänge von 4,1 km auf. Sein Einzugsgebiet ist 5,5 km² groß. Der Bach fließt grob von Südwesten nach Nordosten. Er nimmt als linken Nebenbach den  Neudeckgraben auf, dessen Einzugsgebiet 1,6 km² groß ist. Der Bernkogelbach mündet nördlich der Rotte Unterberg auf einer Höhe von 808 m ü. A. linksseitig in die Gasteiner Ache.

## Geschichte
Überlegungen für eine Wildbachverbauung gehen auf das 19. Jahrhundert zurück. Der Salzburger Landtag gab im Jahr 1890 für eines solches, nicht realisiertes Projekt für den Bernkogelbach die bevorstehenden Kosten mit 21.257 Gulden an.

## Umwelt
Der Quellbereich des Bernkogelbachs gehört zur Gamswild-Ruhezone Bernkogel, die von 1. Dezember bis 31. Mai nicht betreten werden darf. Auf der Höhe der Heinreichalm fließt er durch die gleichnamige Rotwild-Ruhezone Heinreichalm, deren Betreten von 1. November bis 31. Mai verboten ist. Am unteren Bachabschnitt wächst Kleinblütiges Knopfkraut (Galinsoga parviflora).